# Schistonchus caprifici
Schistonchus caprifici (лат.) — вид круглых червей рода Schistonchus семейства Aphelenchoididae из отряда Тиленхида. Растительноядная паразитическая нематода, паразитирующая на каприфиге инжира (Ficus carica). Встречается в Испании и Италии. Переносчиком нематоды служит инжирный плодовый наездник (Blastophaga psenes), приносящим её на фиговое дерево. Этот вид также переносится клептопаразитом Philotrypesis caricae.

## Описание
Паразитирует на инжире, а переносится инжирными плодовыми наездниками (Blastophaga psenes), а также клептопаразитом Philotrypesis caricae (Pteromalinae). Нематоды переносятся в гемоцеле самки наездника. Когда самка B. psenes откладывает яйцо внутри сикония инжира, нематоды также откладываются в них. Затем часть этих нематод проникают в ткани соцветия, питаются и размножаются как фитонематоды. Личинки наездника заканчивают развитие, когда часть нематод все ещё находится внутри гемоцеля. После оплодотворения самки выходят из сикония с нематодами, все ещё находящимися в гемоцеле, а также с хлопьями пыльцы на теле. B. psenes — эффективный хозяин и вектор переноса этих фитонематод.